# Delias africanus
Delias africanus is een vlindersoort uit de familie van de Pieridae (witjes), onderfamilie Pierinae.
Delias africanus werd in 1911 beschreven door Kenrick.